# Je bent een rund als je met vuurwerk stunt
Je bent een rund als je met vuurwerk stunt is een bekende slogan van een Nederlandse reclamecampagne tegen het onverantwoord gebruik van vuurwerk.
De Stichting Ideële Reclame (SIRE) begon in 1975 met een jaarlijks campagne rond de jaarwisseling om vuurwerkafstekers te wijzen op de gevolgen van het onverantwoord afsteken van vuurwerk en het afsteken van illegaal vuurwerk.
De kreet Je bent een rund als je met vuurwerk stunt werd in 1989 bedacht door copywriter Marijke Liebregts tijdens een cursus waarbij ook mensen van SIRE aanwezig waren. Het werd vervolgens een vast onderdeel van de jaarlijks wisselende campagne.
Vanaf 1993 werd voor een vernieuwde, hardere weg gekozen met het tonen van gehandicapt geraakte slachtoffers van stunten met vuurwerk. Ook kwam het punt van stunten met vuurwerk goed onder de aandacht in de samenleving, voor SIRE een teken om de campagne in 2000 over te dragen aan de Stichting Consument en Veiligheid en Bureau Halt.